# Тотемские вести
«Тотемские вести» — старейшая газета Тотемского района Вологодской области.

## История
Издаётся с 1929 года. Первый номер вышел 4 декабря 1929 года. Первоначально называлась «Тотемский лесоруб». Летом 1957-го газета по просьбе трудящихся сменила название на «Ленинское знамя», с 1994 года и по сей день называется «Тотемские вести». В архиве редакции сохранились подшивки газеты. начиная с 1933-го, не хватает только за 1944 и 1946 годы.
С 1933-го на редакторском посту сменили друг друга около 20 человек. В разные годы «районкой» руководили А. Окладников, М. Березин, В. Ившин, П. Куланин, В. Рудаков, П. Петухов, Л. Алексеевская, Н. Шипицин, В. Баранов, А. Якушев, В. Чурин, Л. Каленистов, А. Третьяков, И. Попов, А. Королёв, Е. Кузнецов, А. Упадышева, Н. Чебыкин, В. Соркин, с ноября 1988 более двадцати лет — Валентин Дуров, с августа 2012-го пять лет — Андрей Белозёров, сегодня обязанности главного редактора-директора исполняет Маргарита Неклюдова.
Газета выходит 2 раза в неделю.